# Stefan Górniak
Stefan Górniak (ur. 1 września 1900 w Brzozdowcach, zm. 10 kwietnia 1983 w Krakowie) – polski ekonomista, rektor Wyższej Szkoły Ekonomicznej we Wrocławiu (1951–1952).

## Życiorys
Urodził się w rodzinie Piotra i Konstancji z domu Śliwak. Jego ojciec był robotnikiem murarskim. W 1919 ukończył VI Gimnazjum we Lwowie, następnie wstąpił do służby wojskowej, walczył w stopniu starszego szeregowca w wojnie polsko-bolszewickiej. Następnie rozpoczął studia na Wydziale Prawa Uniwersytetu Jana Kazimierza we Lwowie. W czasie studiów pracował w księgowości, w Polskiej Nafcie i w Towarzystwie Eksploatacji Soli Potasowych i jako urzędnik Państwowym Urzędzie Zbożowym. W 1924 ukończył studia uzyskując tytuł doktora praw.
Po ukończeniu studiów pracował początkowo w szkole, a od 1926 w Wyższej Szkole Handlu Zagranicznego we Lwowie (od 1937 Akademii Handlu Zagranicznego), gdzie wykładał rachunkowość i statystykę. Równocześnie od 1927 był nauczycielem w Państwowej Szkole Ekonomiczno-Handlowe we Lwowie, a w II połowie lat 30. także w Studium Ekonomicznym i Studium Skarbowym Uniwersytetu Jana Kazimierza.
Po wybuchu II wojny światowej pozostał we Lwowie, pracował jako kierownik zakładu rachunkowości i wykładowca księgowości w Technikum Handlu Radzieckiego (pod okupacją sowiecką) oraz w Szkole Handlowej (pod okupacją niemiecką).
Po zakończeniu wojny zamieszkał w Krakowie, tam początkowo pracował jak wizytator w kuratorium oświaty, następnie wykładowca korespondencji handlowej i nauki o bilansach w Studium Spółdzielczym Uniwersytetu Jagiellońskiego (1950). Współpracował także z Państwowym Instytutem Administracji Gospodarczej w Gliwicach. W 1946 został wykładowcą Centralnego Studium Kontroli Ekonomicznej działającego w ramach Wyższego Studium Nauk Społeczno-Gospodarczych w Katowicach, prowadził wykład "teoria księgowości podwójnej". Od 1948 kierował Katedrą Rachunkowości w WSNS-G. W 1949 został wykładowcą Wyższej Szkoły Handlowej we Wrocławiu, gdzie utworzył i kierował jako zastępca profesora Katedrą Rachunkowości. Od 1950 pracował w przekształconej z WSH Wyższej Szkole Ekonomicznej we Wrocławiu, gdzie początkowo był kierownikiem Katedry Rachunkowości i dziekanem Wydziału Finansów, a od stycznia 1951 do września 1952 rektorem WSE, w miejsce usuniętego z uczelni Kamila Stefki.
Jesienią 1952 powrócił do Krakowa i rozpoczął pracę w tamtejszej Wyższej Szkole Ekonomicznej. Tam został kierownikiem Katedry Rachunkowości (od 1969 Zakładu Teorii Rachunkowości), w latach 1953–1956 był prorektorem WSE. W 1956 otrzymał stopień docenta, w 1962 tytuł profesora nadzwyczajnego, w 1968 tytuł profesora zwyczajnego. W 1970 przeszedł na emeryturę. W 1972 otrzymał tytuł doktora honoris causa Wyższej Szkoły Ekonomicznej we Wrocławiu.
Zmarł w Krakowie, pochowany na cmentarzu Salwatorskim (sektor SC2-3-14).

## Publikacje
- Formularze do korespondencji handlowej (1934),
- Polski kodeks handlowy (1934),
- Pieniądz, czek i weksel (1936),
- Handel węglem w Polsce (1936 - z Jerzym Błeszyńskim),
- Kapitał, obroty i rentowność sklepu detalicznego jako środki zapłaty. Zasadnicze wiadomości (1937 - z Emilem Piotrem Ehrlichem),
- Obsługa klienta w sklepie detalicznym (1937 - z E.P. Ehrlichem),
- Jak sprzedawać towary (1938 - z E. P. Ehrlichem),
- Technika handlu hurtowego (1938 - z E.P. Ehrlichem),
- Zagadnienia prawne kupca detalicznego (1938 - z E.P. Ehrlichem),
- Zawody i instytucje pomocnicze handlu (1938 - z E.P. Ehrlichem),
- Księgowość w handlu hurtowym (1938 - z Leopoldem Paszkiem),
- Księgowość w handlu detalicznym (1938 - z L. Paszkiem),
- Zasady teorii księgowości oraz techniki księgowania i bilansowania (1947),
- Zasady nauki o bilansach oraz techniki inwentaryzowania i bilansowania w przedsiębiorstwach handlowych i przemysłowych (1948),
- Księgowość przedsiębiorstw (1957 - z Bolesławem Siwoniem),
- Rachunkowość przedsiębiorstw (1961),
- Bilansoznawstwo w zarysie (1962),
- Badania płynności środków obrotowych i zdolności płatniczej przedsiębiorstwa handlowego (1965),
- Zasady sporządzania bilansów przedsiębiorstwie spółdzielczym (1970 - z B. Siwoniem),
- Rachunkowość przedsiębiorstw handlowych (1973 - z Elżbietą Burzym, Ireneuszem Serwanem i Adamem Jarzembowskim).

## Ordery i odznaczenia
- Krzyż Kawalerski Orderu Odrodzenia Polski (1971)[1]
- Złoty Krzyż Zasługi (22 lipca 1951)[7]
- Medal 10-lecia Polski Ludowej (15 stycznia 1955)[8]